# Anyphaena celer
Anyphaena celer là một loài nhện trong họ Anyphaenidae.
Loài này thuộc chi Anyphaena. Anyphaena celer được Nicholas Marcellus Hentz miêu tả năm 1847.